# Atlas (Minimum Vital)
Atlas is een studioalbum van Minimum Vital.

## Inleiding
Minimum maakte zeer ongeregeld albums. Fans moesten zeven jaar wachten na voorganger Esprit d'amor, voor opvolger Capitaines moest weer vijf jaar gewacht worden (Au cercle is een livealbum). De muziek wijzigde echter nauwelijks. Ook Atlas laat een mengeling horen van progressieve rock, neoprog en middeleeuwse muziek. Onder leiding van de broers Payssan werd het opgenomen in de eigen geluidsstudio Vital Musique in Bègles. Het album werd gezien als een achteruitgang ten opzichte van vorige albums; dit kwam hoofdzakelijk door het zingen in hevig dialect of zelfs in een zelf ontwikkelde taal. De teksten leverden veel herhalingen op, die niet iedere progfan kon waarderen. Er was, zo was de constatering, meer uit te halen geweest. De band werd tijdens de opnamen wel gesteund vanuit het departement Gironde.

## Musici
Muziek en tekst van broers Payssan
- Jean Baptiste Ferracci – zang
- Sonia Nedelec – zang
- Didier Ottaviani – drumstel, percussie
- Jean-Luc Payssan – gitaren, mandoline, percussie, zang
- Thierry Payssan – toetsinstrumenten, percussie, zang
- Eric Hebeyrol – basgitaar

## Muziek
| Nr. | Titel           | Duur |
| --- | --------------- | ---- |
| 1.  | Saltarello      | 3:50 |
| 2.  | Volubilis       | 7:02 |
| 3.  | Louez son nom ! | 7:36 |
| 4.  | Voyage I        | 7:32 |
| 5.  | Deux amis       | 6:54 |
| 6.  | La ribote       | 3:25 |
| 7.  | Atlas           | 6:44 |
| 8.  | Icarus          | 6:28 |